# John Montgomery
John Carter "Jack" Montgomery (Elizabethtown, Kentucky, 22 de novembre de 1881 - Washington DC, 7 de juny de 1948) va ser un genet i jugador de polo estatunidenc que va competir a començaments del segle xx.
El 1912 va prendre part en els Jocs Olímpics d'Estocolm, on va guanyar la medalla de bronze en la prova del concurs per equips del programa d'hípica, amb el cavall Deceive; formant equip amb Ben Lear, Ephraim Graham i Guy Henry. En el concurs individual acabà en novena posició. En la prova de salts d'obstacles per equips fou quart i en doma clàssica vintè.
Vuit anys més tard, i després d'haver lluitat a la Primera Guerra Mundial va disputar la competició de polo als Jocs d'Anvers, en la qual guanyà una nova medalla de bronze formant equip amb Arthur Harris, Terry Allen i Nelson Margetts.
El 1903 s'havia graduat a l'Acadèmia Militar de West Point i fou enviat al 7è regiment de cavalleria dels Estats Units. El 1926 es retirà de l'exèrcit i posteriorment entrà a treballar al "First Boston Corporation", del qual n'acabà sent director quan fou el major banc d'inversió dels Estats Units.